# Mylabris irrorata
Mylabris irrorata is een keversoort uit de familie van oliekevers (Meloidae). De wetenschappelijke naam van de soort is voor het eerst geldig gepubliceerd in 1795 door Lichtenstenstein.